# Санта-Тереза-ді-Рива
Санта-Тереза-ді-Рива (італ. Santa Teresa di Riva, сиц. Santa Tresa di Riva) — муніципалітет в Італії, у регіоні Сицилія,  метрополійне місто Мессіна.
Санта-Тереза-ді-Рива розташована на відстані близько 510 км на південний схід від Рима, 180 км на схід від Палермо, 33 км на південний захід від Мессіни.
Населення — 9395 осіб (2014).
Щорічний фестиваль відбувається 16 липня. Покровитель — Madonna del Carmelo.

## Демографія
Населення за роками:

Станом на 1 січня 2023 року в муніципалітеті офіційно проживало 457 іноземців з 39 країн, серед них 245 громадян країн Євросоюзу та 31 громадянин України.

## Сусідні муніципалітети
- Казальвеккьо-Сікуло
- Фурчі-Сікуло
- Сант'Алессіо-Сікуло
- Савока